# Perdita lasiogastra
Perdita lasiogastra là một loài Hymenoptera trong họ Andrenidae. Loài này được Timberlake mô tả khoa học năm 1929.